# Donald E. Westlake
Donald Edwin Edmund Westlake (New York, 12 luglio 1933 – San Tacho, 31 dicembre 2008) è stato uno scrittore e sceneggiatore statunitense.
È considerato uno dei più grandi giallisti di tutti i tempi, maestro insuperato dell'introduzione dell'humour nelle trame poliziesche.
Ha pubblicato molti libri con diversi pseudonimi, tra questi i principali sono Richard Stark, Tucker Coe, Samuel Holt, Morgan J Cunningham, Curt Clark (in romanzi di fantascienza), Timothy J. Culver, Alan Marshall, Edwin West e Judson Jack Carmichael.
Nel corso della sua carriera lo scrittore ha avuto molti riconoscimenti tra cui la nomination all'Oscar per la sceneggiatura del film Rischiose abitudini (The Grifters), tratto da un romanzo di Jim Thompson.
Westlake è uno dei due scrittori ad aver vinto tre volte l'Edgar Award in tre differenti categorie: la prima volta nel 1968 per il romanzo Un bidone di guai (God Save The Mark) del 1967, la seconda volta nel 1990 con Too Many Crooks premiato come migliore racconto, la terza volta nel 1991 per la migliore sceneggiatura (The Grifters).
Nel 1993 ha ricevuto il titolo di Grand Master, massimo riconoscimento assegnato dall'associazione Mystery Writers of America. Nel 2004 ha ricevuto il premio Shamus alla carriera.

## Biografia
Donald Edwin Westlake nacque a Brooklyn il 12 luglio 1933. Figlio di un pastore protestante dopo un'infanzia trascorsa ad Albany, studiò presso il Champlain college e l'Harpur college senza però laurearsi. Dopo gli studi si è dedicato a numerose attività lavorative: trovarobe, impiegato in una compagnia di assicurazioni ed all'ufficio di collocamento di New York e visse per qualche tempo in Europa dove lavorò in una agenzia letteraria e si dedicò per qualche tempo al teatro.
In particolare fu fondamentale per la sua carriera l'esperienza nell'agenzia letteraria, che verrà poi richiamata nel personaggio di Mel Bernstein, ne La danza degli Aztechi. Quest'ultimo incontra la letteratura quando pubblica un annuncio sui giornali nell'intento di metter su una agenzia letteraria per truffare soldi agli scrittori ancora inediti, e da lì decide di diventare scrittore.
(Westlake, 1976, La danza degli Aztechi, 212)
Westlake, grazie ai suoi studi, venne incaricato di legger manoscritti e da qui trasse la comprensione delle formule base per scrivere come piace a lettori ed editori.
Nel 1959 un suo racconto lungo viene inserito in una antologia delle migliori storie gialle di tutti i tempi. Nel 1960 pubblica I mercenari, un noir che vende in maniera più che soddisfacente. Westlake a questo punto inizia a scrivere libri di generi diversi sotto vari pseudonimi.
(Laura Grimaldi, L'ineffabile Donald, ne Gli ineffabili cinque, Milano Mondadori, 1996,V)
Con lo pseudonimo di Richard Stark, dal 1963 comincia a scrivere gialli che hanno come protagonista Parker, un criminale, più precisamente un rapinatore professionista, che svolge la sua attività "con determinazione, efficienza, calcolo". Sono polizieschi che si richiamano alla tradizione dell'hard boiled school, anche se più che Hammett e Chandler questi libri ricordano molto quelli della tradizione minore di Black Mask. L'autore segue Parker nelle sue avventure con quella che è stata definita una "terribile amorale obiettività". La scrittura è scarna, efficace, scorrevole grazie all'uso di un lessico comune e a semplificazioni del periodo e della narrazione che rendono il testo forse anche un po' sciatto qua e là ma perfettamente fruibile dal maggior numero di lettori possibile. Le trame di Stark procedono secondo la logica del romanzo d'azione, con un dosaggio sapiente di scene d'azione e dialoghi.
Tra le caratteristiche dell'autore, figurano sicuramente l'umorismo ed una notevole ironia, specie nelle avventure del ladro Dortmunder. L'idea di inserire in qualche modo l'umorismo nel racconto noir venne a Westlake nel 1965, durante la stesura del romanzo Tiro al piccione. Westlake raccontava: « Quando l'ho cominciato, all'improvviso, mi sono accorto che mai più avrei potuto affrontare il genere con la serietà che avevo avuto fino ad allora. Mi sono detto: questo deve essere divertente. Ho cominciato a metterci dentro dell'umorismo e mi sono reso conto che descrivendo personaggi (…) perennemente in pericolo, se le loro azioni e i loro comportamenti avessero fatto ridere, la minaccia sarebbe diventata più reale ».

## Opere

### Scritti come Donald E. Westlake
- 1960, I mercenari (The Mercenaries), uscito nella collana I Romanzi del Corriere N. 79 del 1961 e poi I classici del giallo con il numero 370.
- 1961, Tempo di uccidere (Killing Time), uscito nel 1962 nella collana Il Gialloromanzo con il numero 11, Ed. Atena Milano.
- 1962, Veleno nel sangue (361), uscito nel 1962 nella collana Il Giallo Mondadori con il numero 720.
- 1963, Killy
- 1964, Prendetelo morto (Pity Him Afterwards), uscito nel 1965 nella collana I Neri Mondadori con il numero 15.
- 1965, Tiro al piccione (The Fugitive Pigeon), uscito nel 1966 nella collana Il Giallo Mondadori con il numero 894.
- 1966, ...e così spia (The Spy in the Ointment), uscito nel 1966 nella collana I capolavori di segretissimo con il numero 63.
- 1966, Venticinque: morto che scappa (The Busy Body), uscito nel 1967 nella collana Il Giallo Mondadori con il numero 946.
- 1967, Philip
- 1968, The Curious Facts Preceding My Execution and Other Stories
- 1968, Once Against the Law
- 1968, Ma chi ha rapito Sassi Manoon? (Who Stole Sassi Manoon?), uscito nel 1971 nella collana Il Giallo Mondadori con il numero 1144 e nella collana I classici del giallo con il numero 604.
- 1969, Up Your Banners
- 1969, Qualcuno mi deve del grano (Somebody Owes Me Money), uscito nel 1970 nella collana Il Giallo Mondadori con il numero 1128.
- 1970, Addio, Sheherazade (Adios, Schéhérazade), stampato nella collana I Narratori, Feltrinelli Editore nel 1973
  - Addio, Shéhérazade, stampato nella Collana Edgar, Edizioni Interno Giallo nel 1991
  - Addio, Shéhérazade, stamapato nella Collana Est, Marco Tropea Editore nel 1996
- 1970, Gli ineffabili cinque (The Hot Rock), finalista Edgar Award 1971, uscito nel 1971 nella collana Il Giallo Mondadori con il numero 1150. (Dortmunder N. 1)
- 1971, I Gave at the Office
- 1971, Under an English Heaven
- 1971, Un bidone di guai (God save the mark), uscito nella collana Il Giallo Mondadori con il numero 1194.
- 1972, Guardie e ladri (Cops and Robbers), uscito nella collana Interno giallo Feltrinelli.
- 1972, Come sbancare il lunario (Bank shot), uscito nel 1973 nella collana Il Giallo Mondadori con il numero 1258. (Dortmunder N. 2) e nel 1981 nella collana Oscar Gialli Mondadori n.78
- 1973, 20.000 lingotti sopra i mari (Gangway), uscito nel 1976 nella collana Il Giallo Mondadori con il numero 1420.
- 1974, Ditelo con i fiori (Help I am being held prisoner), uscito nel 1975 nella collana Il Giallo Mondadori con il numero 1388.
- 1974, Come ti rapisco il pupo (Jimmy the kid), uscito nel 1975 nel Il Giallo Mondadori con il numero 1373. (Dortmunder N. 3)
- 1975, Two much (Two much!), edito dalla Marco Tropea Editore.
- 1975, Dio ce l'ha dato, guai a chi lo tocca (Brother's Keepers), uscito nella collana Corno.
- 1976, La danza degli aztechi (Dancing Aztecs), uscito nel 1977 nella collana Il Giallo Mondadori con il numero 1500.
- 1977, Il signor omicidi (The Travesty), uscito nel 1978 nella collana Il Giallo Mondadori con il numero 1544.
- 1977, Nessuno è perfetto (Nobody's perfect), uscito nel 1979 nella collana Il Giallo Mondadori con il numero 1595. (Dortmunder N. 4)
- 1980, Castello in aria (Castle in the Air), uscito nel 1979 nella collana Il Giallo Mondadori con il numero 1716.
- 1981, Kahawa
- 1983, Dortmunder scherza col fuoco (Why me?), uscito nel 1984 nella collana Il Giallo Mondadori con il numero 1851. (Dortmunder N. 5)
- 1984, A Likely Story
- 1984, Levine
- 1985, La danza dei Maya (High Adventure), edito dalla Mondadori nella Collana Proposte del 1987.
- 1985, E bravo Dortmunder (Good behavior), uscito nel 1985 nella collana Il Giallo Mondadori con il numero 1958. (Dortmunder N. 6)
- 1986, Transylvania Station
- 1987, The Hood House Heist
- 1987, High Jinx
- 1988, The Maltese Herring
- 1988, Way Out West
- 1988, Double Crossing
- 1988, Fidati di me (Trust Me on This), edito dalla Mondadori nella Collana Proposte del 1989.
- 1989, Mostro sacro (Sacred Monster), uscito nella collana Iperfiction, Edizioni Interno Giallo del 1991.
- 1989, Tomorrow Crimes
- 1990, Un buco nell'acqua (Drowned Hopes), uscito nella collana Iperfiction, Edizioni Interno Giallo del 1990. (Dortmunder N. 7)
- 1992, Umani (Humans), uscito nella collana Iperfiction, Edizioni Interno Giallo del 1992.
- 1993, Baby, Would I Lie?
- 1993, Give Till it Hurts
- 1993, Meglio non chiedere (Don't Ask), edito dalla Marco Tropea Editore, Collana Le gaggie del 1997. (Dortmunder N. 8)
- 1995, Smoke
- 1996, Peggio di così... (What's the Worse that Could Happen?), edito dalla Marco Tropea Editore, Collana Le gaggie del 1998. (Dortmunder N. 9)
- 1997, The Ax: cacciatore di teste (The Ax), edito nel 2008 dalla Alacran Editore, Collana I misteri del 2008.
- 2000, L'esca (The Hook), edito nel 2009 dalla Alacran Editore, Collana Le storie del 2009.
- 2001, Bad News (Dortmunder N. 10)
- 2004, Thieves' Dozen (antologia di racconti brevi, Dortmunder N. 11)
- 2004, The Road To Ruin (Dortmunder N. 12)
- 2005, La fabbrica dei soldi ("Walking Around Money"), romanzo breve, edito da Sonzogno nell'antologia "Deviazioni", 2006, Dortmunder N. 13)
- 2006, Watch Your Back! (Dortmunder N. 14)
- 2007, What's So Funny? (Dortmunder N. 15)
- 2009, Get real. Colpo grosso al reality show (Get Real!), edito nel 2010 dalla Alacran Editore, Collana I misteri del 2010 (Dortmunder N. 16)

### Scritti come Richard Stark
- 1962, Anonima carogne (The Hunter)[7]
  - Anonima carogne, collana I Neri Mondadori n. 3, 1964, traduzione di Bruno Just Lazzari
  - Anonima carogne, collana I Classici del Giallo n. 110, 1971, traduzione di Bruno Just Lazzari
  - Payback (Anonima carogne), collana Le gaggie del 1999 per la Marco Tropea Editore
- 1963, Salva la faccia, Parker! (The Man with the Getaway Face), edito nel 1965 nella collana I Neri Mondadori con il numero 9, (traduzione Bruno Just Lazzari) e nel 1981 nella collana Giallo d'Azione Mondadori n. 9
- 1963, Liquidate quel Parker! (The Outfit)
  - Liquidate quel Parker!, collana I Neri Mondadori n. 12, 1965, (traduzione di Bruno Just Lazzari)
  - Liquidate quel Parker!, collana Giallo d'azione Mondadori n. 13, 1982, (traduzione riveduta di Bruno Just Lazzari)
  - Liquidate quel Parker!, in Parker: l'inferno in terra, collana Supergiallo - I Grandi Maestri n. 4, Mondadori, luglio 2008, (traduzione di Bruno Just Lazzari)
- 1963, Fatti sotto, Parker! (The Mourner), edito nel 1965 nella collana I Neri Mondadori con il numero 16; ristampato nel 1982 nella collana I classici del giallo numero 407 (traduzione di Bruno Just Lazzari).
- 1964, La notte brava di Parker! (The Score), edito nel 1965 nella collana I Neri Mondadori con il numero 20 (traduzione di A. Negretti); ristampato nel 1983 nella collana I classici del giallo con il numero 430, stessa traduzione.
- 1965, Hai perso il morto, Parker! (The Jugger), edito nel 1966 nella collana Il Giallo Mondadori con il numero 912 (traduzione Dina Corrada Uccelli).
- 1966, Parker: a ferro e a fuoco (The Handle), edito nel 1967 nella collana Il Giallo Mondadori con il numero 944 (traduzione di Bruno Just Lazzari); ristampato nel 1991 col titolo A ferro e a fuoco (stessa trad.); ristampato, sempre come A ferro e a fuoco nella collana Edgar della Interno Giallo nel 1991, stessa traduzione ma riveduta.
- 1966, Parker: il rischio è la mia droga (The Seventh), edito nel 1967 nella collana Il Giallo Mondadori con il numero 952 (traduzione di Bruno Just Lazzari).
- 1967, Parker: rapina a sangue freddo (The Rare Coin Score), edito nel 1968 nella collana Il Giallo Mondadori con il numero 1021 (traduzione di Bruno Just Lazzari).
- 1967, Carriera messicana (The Damsel), edito nel 1968 nella collana Il Giallo Mondadori con il numero 1009 (traduzione di Maria Luisa Bocchino).
- 1967, Guardati le spalle, Parker! (The Green Eagle Score), edito nel 1968 nella collana Il Giallo Mondadori con il numero 1033 (traduzione Maria Luisa Bocchino).
- 1968, Parker e i diamanti neri (The Black Ice Score), edito nel 1969 nella collana Il Giallo Mondadori con il numero 1077 (traduzione di Bruno Just Lazzari).
- 1969, Bada alla pelle, Parker! (The Sour Lemon Score), edito nel 1970 nella collana Il Giallo Mondadori con il numero 1117 (traduzione di Bruno Just Lazzari).
- 1969, Grofield, stavolta tocca a te (The Dame), edito nel 1970 nella collana Il Giallo Mondadori con il numero 1099 (traduzione di Maria Luisa Bocchino).
- 1969, Spia per ricatto (The Blackbird), uscito nel 1970 nella collana Segretissimo con il numero 350 (traduzione di Andreina Negretti).
- 1971, Tocca ferro, Grofield! (Lemons Never Lie), edito nel 1971 nella collana Il Giallo Mondadori con il numero 1191 (traduzione di Maria Luisa Bocchino).
- 1971, Luna-Parker (Slayground), edito nel 1972 nella collana Il Giallo Mondadori con il numero 1234 (traduzione di Maria Luisa Bocchino).
- 1971, Lotta libera per Parker (Deadly Edge), uscito nella collana Il Giallo Mondadori con il numero 1183 (traduzione di Laura Grimaldi).
- 1972, Parker: via col piombo (Plunder Squad), edito nel 1973 nella collana Il Giallo Mondadori con il numero 1289 (traduzione di Maria Luisa Bocchino).
- 1974, Parker: luna nuova, buio pesto (Butcher's Moon), uscito nel 1975 nella collana Il Giallo Mondadori con il numero 1366 (traduzione Maria Luisa Bocchino).
- 1997, Comeback: colpo su colpo (Comeback), uscito nel 2003 nella collana I bestseller del crimine, Sonzogno Editore (traduzione di Andrea Carlo Cappi).
- 1998, Backflash: ritorno di fiamma (Backflash), uscito nel 2003 nella collana I bestseller del crimine, Sonzogno Editore (traduzione di Andrea Carlo Cappi); riedito nel 2011 nella Collana BUR Edizioni Rizzoli (stessa traduzione).
- 2000, Flashfire: fuoco a volontà (Flashfire) uscito nel 2004 nella collana I bestseller del crimine, Sonzogno Editore (traduzione di Andrea Carlo Cappi).
- 2001, Parker: terra bruciata (Firebreak), edito nel 2005 nella collana I misteri della Alacran edizioni (traduzione di Cristiana Astori).
- 2002, Dietro le sbarre (Breakout), edito nel 2006 nella collana I misteri della Alacran edizioni (traduzione di Andrea Carlo Cappi).
- 2004, Nessuno corre per sempre (Nobody Runs Forever), uscito nel 2007 nella collana I misteri della Alacran edizioni (traduzione di Adalaura Quinque).
- 2006, Parker Ultima corsa (Ask the Parrot), edito nel 2008 nella collana I misteri della Alacran edizioni (traduzione di Silvia Castoldi & Marco Passarello).
- 2008, Soldi sporchi (Dirty Money), uscito nella collana I misteri della Alacran edizioni.
- Agli altri libri a firma Stark potrebbe essere aggiunto anche Child Heist, immaginario titolo di un libro di Parker, citato da Westlake in Come ti rapisco il pupo (Jimmy the kid). In questo romanzo del 1974 della serie di Dortmunder, il protagonista organizza un rapimento prendendo lo spunto da un romanzo di Parker, Child Heist appunto. Di questo "libro di Parker" sono - in Jimmy the kid - anche riportati alcuni brani, benché in realtà Child heist non sia mai stato scritto.

### Scritti come Tucker Coe
- 1966, Oltre il muro (Kinds of love, Kinds of death), uscito nel 1971 nella collana Il Giallo Mondadori con il numero 1179 e ristampato nella collana Edgar Crime Edizioni Interno Giallo del 1991.
- 1967, Oggi a voi, domani a lui (Murder among children), edito 1971 nella collana Il Giallo Mondadori con il numero 1158.
- 1970, A Jade in Aries
- 1970, Wax Apple
- 1972, La menzogna di Mitch Tobin (Don't lie to me), uscito nel 1973 nella collana Il Giallo Mondadori con il numero 1294.

### Scritti come Samuel Holt
- 1986, Uno di noi ha torto (One of Us Is Wrong), edito dalla Mondadori nella Collana Altri Misteri del 1987
- 1986, Chi tra di voi? (I Know a Trick Worth Two of That), edito dalla Mondadori nella Collana Altri Misteri del 1988.
- 1987, What I tell You Three Times Is False
- 1989, The Fourth Dimension Is Death

## Filmografia
- 1966, "Una storia americana" (Made in USA) regia di Jean-Luc Godard. Tratto dal romanzo "Hai perso il morto Parker" (The Jugger) del 1965.
- 1967, "Senza un attimo di tregua" (Point Blank) regia di John Boorman. Tratto dal romanzo "Anonima carogne" (The hunter) del 1962.
- 1967, "Una notte per 5 Rapine", (Mise à Sac, Pillaged) regia di Alain Cavalier. Tratto dal romanzo "La Notte Brava di Parker" (The Score) del 1964.
- 1968, "I Sei della Grande Rapina", (The Split) regia di Gordon Flemyng. Tratto dal romanzo "Parker: Il Rischio è La Mia Droga" (The Seventh) del 1966.
- 1973, La pietra che scotta regia di Peter Yates. Tratto dal romanzo Gli ineffabili cinque (The hot rock) del 1970.
- 1974, La rapina più pazza del mondo (Bank Shot) regia di Gower Champion. Tratto dal romanzo Come sbancare il lunario (Bank Shot) del 1973.
- 1974, Organizzazione crimini (The Outfit) regia di John Flynn. Tratto dal romanzo Liquidate quel Parker (The Outfit) del 1963.
- 1976, Cinque furbastri, un furbacchione o anche con il titolo Come ti rapisco il pupo regia di Lucio De Caro. Tratto dall'omonimo romanzo del 1974.
- 1983, "Slayground", (Slayground) regia di Terry Bedford. Tratto dal romanzo "Luna-Parker" (Slayground) del 1971.
- 1990, Rischiose abitudini (The Grifters film che riceve la nomination all'Oscar), sceneggiatura di Donald Edwin Westlake, regia di Stephen Frears. Tratto dal romanzo omonimo di Jim Thompson del 1963.
- 1996, Two Much (Two Much) regia di Fernando Trueba. Tratto dal romanzo omonimo del 1975.
- 1999, Payback - La rivincita di Porter (Payback) regia di Brian Helgeland. Tratto dal romanzo Anonima carogne (The hunter) del 1962.
- 2001, Lo scroccone e il ladro (What's the Worst that could happen?) regia di Sam Weisman. Tratto dal romanzo Peggio di così... (What's the Worst that could happen?) del 1996.
- 2005, Cacciatore di teste (Le Couperet) regia di Costa-Gavras.
- 2013, Parker regia di Taylor Hackford. Tratto dal romanzo Flashfire: fuoco a volontà del 2000.